# Charles Johnson
O capitão Charles Johnson é o autor do livro "Uma História Geral dos Roubos e Crimes de Piratas Famosos" (no original, em inglês: A General History of the Robberies and Murders of the most notorious Pyrates), publicado na Grã-Bretanha em 1724. As descrições de Johnson, como a das piratas Anne Bonny e Mary Read, fizeram dele um reconhecido autor sobre os piratas de seu tempo, e há anos a leitura desta obra era obrigatória para os interessados neste tema. O livro vendeu cerca de um milhão de exemplares, e de forma repentina, tornou-se um best-seller. Devido ao sucesso, uma segunda edição foi lançada em 1726. Escrito em forma jornalística, narrando os principais piratas britânicos, fez deste a principal fonte sobre piratas e corsários do início do século XVIII.
Pouco se sabe sobre Johnson, que não deixou nenhum outro registro escrito. A origem é desconhecida e divergente entre diversos historiadores. Há nos registros da marinha real inglesa um marinheiro de nome Charles Johnson que serviu a cerca de 1700. Em Londres, havia um escritor de teatro de comédia que por muito tempo apresentou uma peça teatral sobre o pirata Henry Avery. Mas geralmente, se atribuiu o nome de Charles Johnson como um pseudônimo de Daniel Defoe, que escreveu várias novelas sobre piratas, inclusive o referido Henry Avery. O historiador David Cordingly afirma que Johnson realmente existiu. Philip Henry Gosse levanta a hipótese de que Charles era um pirata, pois o "autor, embora insista em condenar aquele modo de vida, demonstra conhecimento em detalhe de métodos, regras e procedimentos de pirataria".
A obra de Johnson foi a primeira crônica historiográfica de piratas, adotando caráter de um jornalista e historiador; Johnson escreveu numa forma "sensacionalista".